# Eleuterio Santos
Pour les articles homonymes, voir Santos (homonymie).
Eleuterio Santos, né le 9 novembre 1940 à Santa Cruz de Tenerife en Espagne et mort le 28 janvier 2008 dans la même commune, est un footballeur international espagnol au cours d'une carrière qui s'étend de 1959 à 1975. Il dispute sa carrière professionnelle au CD Tenerife puis au Real Saragosse avant de la terminer au CD Tudelano.

## Biographie

### Carrière de joueur

#### En club
Né le 9 novembre 1940 (la date du 9 octobre est également citée,) à Santa Cruz de Tenerife, Eleuterio Santos Brito commence le football dans les clubs locaux du Prosperidad infantil puis du Tarrasa et de l'Unión Tenerife. Il entame sa carrière de footballeur professionnel au CD Tenerife, qui évolue en Segunda División. Il obtient le titre de cette division en 1961 et découvre ensuite la Primera División la saison suivante. Devant effectuer son service militaire, il ne joue que peu de rencontres avec son club lors de cette saison dans l'élite du football espagnol des clubs.
Il rejoint le Real Saragosse en mars 1963, le transfert fait l'objet d'une indemnité de 1 675 000 pesetas. Il fait partie de l'équipe surnommée los Magníficos à cette période avec ses compères d'attaque Canário, Carlos Lapetra, Marcelino et Juan Manuel Villa,. Il inscrit avec Saragosse 15 buts en championnat lors de la saison 1966-1967, ce qui constitue sa meilleure performance.
Il termine sa carrière au CD Tudelano, qui évolue en Tercera División. Il est poussé à rejoindre ce club par Rosendo Hernández.
Le bilan de la carrière en club d'Eleuterio Santos s'élève à 195 matchs en première division (56 buts), et 78 matchs en deuxième division (24 buts).

#### En sélection
La seule et unique sélection en équipe nationale d'Eleuterio Santos a lieu le 2 mai 1968 lors d'un match contre la Suède, qui se solde par un match nul 1-1.

### Après-carrière et mort
Eleuterio Santos est présent dans l'organigramme du CD Tenerife pendant la présidence de Javier Pérez. Il y est notamment entraîneur de l'équipe juniors durant deux ans. Il meurt le 28 janvier 2008 des suites d'un cancer du foie,.

## Palmarès et statistiques

### Palmarès
Eleuterio Santos remporte avec le CD Tenerife la Segunda División en 1961.
Avec le Real Saragosse, il gagne la Coupe d'Espagne en 1964 et en 1966. Il en est finaliste en 1965. Au niveau européen, il est finaliste de la Coupe des villes de foires en 1966 et ne participe pas à la finale victorieuse de 1964.

### Statistiques
Le tableau ci-dessous résume les statistiques en match officiel d'Eleuterio Santos durant sa carrière de joueur professionnel,. Les statistiques concernant le CD Tudelano n'étant pas complètes, elles ne figurent pas dans le tableau.
| Saison                | Club                  | Championnat           | Championnat | Championnat | Coupe(s) nationale(s) | Coupe(s) nationale(s) | Compétition(s) continentale(s) | Compétition(s) continentale(s) | Compétition(s) continentale(s) | Espagne | Espagne | Total | Total |
| Saison                | Club                  | Division              | M.          | B.          | M.                    | B.                    | Comp.                          | M.                             | B.                             | M.      | B.      | M.    | B.    |
| 1959-1960             | CD Tenerife           | Segunda División      | 13          | 3           | 1                     | 0                     | -                              | -                              | -                              | -       | -       | 14    | 3     |
| 1960-1961             | CD Tenerife           | Segunda División      | 30          | 12          | 9                     | 1                     | -                              | -                              | -                              | -       | -       | 39    | 13    |
| 1961-1962             | CD Tenerife           | Primera División      | 12          | 4           | -                     | -                     | -                              | -                              | -                              | -       | -       | 12    | 4     |
| 1962-1963             | CD Tenerife           | Segunda División      | 19          | 7           | 2                     | 3                     | -                              | -                              | -                              | -       | -       | 21    | 10    |
| 1962-1963             | Real Saragosse        | Primera División      | 3           | 1           | -                     | -                     | -                              | -                              | -                              | -       | -       | 3     | 1     |
| 1963-1964             | Real Saragosse        | Primera División      | 7           | 1           | 9                     | 5                     | C3                             | 4                              | 2                              | -       | -       | 20    | 8     |
| 1964-1965             | Real Saragosse        | Primera División      | 26          | 6           | 9                     | 8                     | C2                             | 8                              | 2                              | -       | -       | 43    | 16    |
| 1965-1966             | Real Saragosse        | Primera División      | 27          | 6           | 9                     | 7                     | C3                             | 12                             | 4                              | -       | -       | 48    | 17    |
| 1966-1967             | Real Saragosse        | Primera División      | 29          | 15          | 3                     | 0                     | C2                             | 6                              | 3                              | -       | -       | 38    | 18    |
| 1967-1968             | Real Saragosse        | Primera División      | 30          | 8           | 6                     | 3                     | C3                             | 4                              | 0                              | 1       | 0       | 41    | 11    |
| 1968-1969             | Real Saragosse        | Primera División      | 24          | 4           | 2                     | 0                     | C3                             | 4                              | 1                              | -       | -       | 30    | 5     |
| 1969-1970             | Real Saragosse        | Primera División      | 21          | 7           | 7                     | 5                     | -                              | -                              | -                              | -       | -       | 28    | 12    |
| 1970-1971             | Real Saragosse        | Primera División      | 16          | 4           | 2                     | 0                     | -                              | -                              | -                              | -       | -       | 18    | 4     |
| 1971-1972             | Real Saragosse        | Segunda División      | 16          | 2           | 2                     | 0                     | -                              | -                              | -                              | -       | -       | 18    | 2     |
| Total sur la carrière | Total sur la carrière | Total sur la carrière | 273         | 80          | 61                    | 32                    | -                              | 38                             | 12                             | 1       | 0       | 373   | 124   |